# Ester Somaza Bosch
Ester Somaza Bosch (geboren am 3. Juni 2004 in Les Franqueses del Vallès) ist eine spanische Handballspielerin, die auf der Spielposition im linken Rückraum eingesetzt wird.

## Vereinskarriere
Somaza begann mit dem Handball beim örtlichen Verein Las Franquesas, wechselte dann zu Club Balonmano La Roca, mit dem sie 2021 in der División de Honor Plata, Spaniens zweiter Liga, debütierte. Im Juni 2022 wechselte sie zum Verein KH-7 BM Granollers, mit dessen erster Mannschaft sie in der División de Honor, der ersten spanischen Liga, spielte. Nach der Saison 2024/2025 verlässt sie den Verein aus Granollers, für den sie in 97 Spielen 383 Tore warf, und wechselt zur Saison 2025/2026 zum Meister Super Amara Bera Bera.
Mit KH-7 Granollers nahm sie am EHF European Cup teil.

## Auswahlmannschaften
Auch für die spanischen Auswahlmannschaften lief Ester Somaza auf. Ihren ersten Einsatz bestritt sie 2018 mit der selección romesas, für die sie bis 2019 fünf Spiele bestritt und dabei 13 Tore warf.
Am 22. Juli 2021 wurde sie erstmals für die Jugendauswahl aufgeboten. Sie spielte mit der Auswahl auch bei der U-18-Weltmeisterschaft 2022. Bis 2022 bestritt sie 19 Länderspiele für Spaniens Jugendmannschaft und warf darin insgesamt 100 Tore.
Von 2022 bis 2023 wurde sie in 15 Spielen der Juniorinnen eingesetzt und warf 63 Tore.
Am 3. März 2023 lief sie bei einem Turnier in Portugal erstmals für die spanische Nationalmannschaft auf. Ester Somaza stand im Aufgebot der Auswahl Spaniens für die Weltmeisterschaft 2023 und die Europameisterschaft 2024.

## Privates
Der Vater von Ester Somaza sowie ihre ältere Schwester spielen ebenfalls Handball.